# Ineni
Ineni, chiamato anche "Anena" (prima del 1500 a.C. – prima del 1478 a.C.), è stato un architetto egizio vissuto nel corso della XVIII dinastia.

## Biografia
Non si hanno riferimenti certi sulle date di nascita e di morte di Ineni. Nella biografia esistente nella sua tomba, TT81, non esistono riferimenti a periodi antecedenti a quelli in cui svolse i suoi incarichi. Il primo riferimento risale al regno di Amenhotep I, seguono riferimenti ai regni di Thutmosi I e Thutmosi II. Le iscrizioni fanno ancora riferimento al periodo di coreggenza tra Thutmosi III e Hatshepsut; quest'ultima, tuttavia, non viene mai indicata con il suo nome di incoronazione, Maatkhara. Ciò ha fatto supporre che Ineni sia deceduto prima che la regina assumesse il trono in prima persona, nel 1478 a.C. circa.

## Famiglia

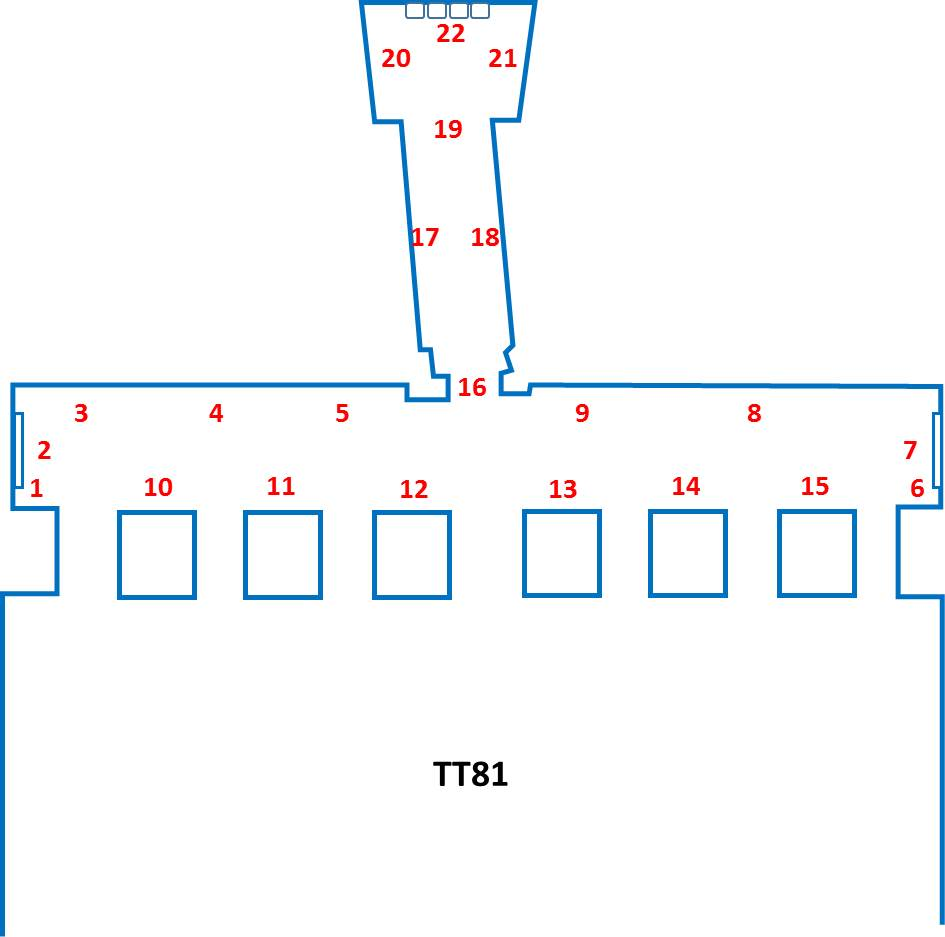
Planimetria schematica della tomba TT81

Personaggio evidentemente importante è la moglie Aahotep (o Iahotep), chiamata anche Thuiu, che appare otto volte nei dipinti parietali della TT81 e la cui statua assisa si trova, unitamente a quella del marito Ineni e dei genitori di lui, nella cappella della tomba. Una particolarità ha attirato l'attenzione degli studiosi che, tuttavia, non hanno potuto fornire una ipotesi concreta: Aahotep appare, tra le altre in una scena di ricevimento, da parte di Ineni, di tributari e dignitari asiatici, e in questo caso il marito è rappresentato in dimensioni maggiori rispetto alla moglie come normale nei canoni rappresentativi egizi; quest'ultima è invece rappresentata in dimensioni maggiori mentre, sempre in compagnia del marito, partecipa a una ispezione dei campi di grano di Amon. Non è noto se Aahotep abbia dato figli alla coppia giacché nessun riferimento nel senso compare nella tomba: nella scena di banchetto funebre in onore di Ineni, viene rappresentata al suo fianco una fanciulla, ma non viene precisato di chi si tratti. E' inoltre sintomatico che i riti funebri in onore di Ineni siano eseguiti principalmente dal fratello di costui, Paheri, in alcuni casi affiancato da un altro fratello, Ken.
Genitori di Ineni furono l'omonimo padre, Giudice, e la madre Sit-Dhout (o Sat-Djehuti); i già citati fratelliPaheri e Ken sacerdote di Mut, nonché Intef, supervisore ai lavori […] e Userhat, sacerdote di […]. 
Dai testi presenti nella tomba, sono stati inoltre individuati altri fratelli e sorelle del defunto e della moglie; è tuttavia da tener presente che potrebbe trattarsi di cognati o di altri nomi di una stessa persona. Sono così indicati: Imentu, Djehutymesb e Amenhotep, come scribi; Payn, Turi, In, Tetianj, Tena, Naie, Baki, senza indicazione di incarico, e forse altri quattro nominativi tra i fratelli del titolare e una sorella, Tamethu ; sono indicati anche altri fratelli e sorelle della moglie Aahotep: Iahmes, Sesiseneb, Tenetisem, Nesuebu e Senires, con almeno altri tre nominativi.

## Titoli di Ineni

### Nobiliari[11]
- Nobile Principale [rp’t h3ty-‘] titolo normalmente utilizzato per indicare dignitari che accompagna anche incarichi specifici. Nel caso di Ineni, ad esempio, affianca "preposto ai lavori nella tomba reale" e "supervisore di tutti i lavoratori di Ipetsut (Karnak)";
- Persona notabile	[h3ty-‘] [N 4] come sopra, usato come rafforzativo: "supervisore principale dei granai di Amon", oppure "abile scriba";
- Notabile della città	[h3ty-‘ m niwt], con evidente riferimento alla posizione sociale nella città;
- Sebu [s,b]	nell'Antico regno il termine designava un "giudice"[12]; nel Medio Regno era seguito dal titolo di visir [z3b ṯ3ty]. Successivamente, il titolo passò a designare un "dignitario di corte", senza incarico specifico [N 5][13][14]. Normalmente usato come aggettivo dedicatorio di un figlio al padre, ma mai al contrario;
- Nobile degno di benedizione [s’h]	titolo che già si trova negli antichi Testi delle piramidi con il significato di dignità e onore, a indicare un onore astratto non individuabile in un titolo vero e proprio.

### Professionali[15]

#### Titolo imy-r
La traduzione letterale del termine imy-r è "colui che è sulla bocca (dei suoi subordinati)" a indicare la sua importanza, il rispetto goduto dai lavoratori e il suo potere:
- Supervisore dei granai [imy-r snwt];
- Supervisore dei lavoratori di Ipetsut (Karnak) [imy-r k3(w)t m ‘Ip-swt];
- Supervisore di tutti i fornitori ufficiali del dominio di Amon [imy-r htm nbt m pr ‘Imn];
- Supervisore di tutti i laboratori del dominio di Amon [imy-r i3t nbt m pr ‘Imn];
- Supervisore dei lavoratori della tomba del re [imy-r k3(w)t m hrt nt nswt];
- Supervisore-capo dei lavori della sua tomba [imy-r hry hrt f].

#### Titolo hrp
In questo caso, l'incarico e il conseguente potere derivano dall'assegnazione al titolare di un preciso simbolo o "bastone di comando" a indicare una funzione esecutiva di comando e direzione anche amministrativa:
- Direttore dei lavoratori [hrp k3wt];
- Direttore di tutti gli artigiani [iw.i m hrp hmt];
- Direttore di tutti i lavori nella tomba del re [hrp k3(w)t hrt nt nswt];
- Direttore di tutti i lavori in Ipetsut [hrp k3(w)t nbt m ‘Ipt-swt].

#### Titolo r-hry
Letteralmente "colui che sta in cima", "colui che detiene il potere su…", "maestro":
- 1.	Maestro di tutti il lavoratori [r-hry n k3(w)t nbt].

#### Titolo sh
Il titolo sh è un titolo scolastico che potrebbe essere interpretato come "laureato", "diplomato"; in questo caso è affiancato a scriba

## Opere realizzate
Gli incarichi vantati da Ineni spaziano dalla gestione politico amministrativa dei granai di Amon alla gestione e supervisione di attività costruttive per cui il suo incarico è del tutto assimilabile a quello di architetto, benché egli mai si qualifichi come tale. Sotto un profilo prettamente artistico e architettonico, considerando il periodo in cui egli opera, e segnatamente quello che fa capo ai regni di Amenhotep I e Thutmosi I, a lui viene tradizionalmente fatta risalire l'invenzione architettonica del pilone templare. Analogamente, qualora si consideri effettivamente la KV38 di Thutmosi I come la prima tomba realizzata nella Valle dei Re, e facendo fede i titoli di "supervisore e direttore dei lavoratori della tomba del re", che egli stesso, come sopra visto, si attribuisce, a lui si dovrebbe anche questa importante realizzazione nella storia artistica dell'Egitto funerario. E' tuttavia interessante notare come, nonostante tutti gli incarichi operativi svolti, Ineni ponga sempre, in particolare, l'accento sull'essere supervisore ai granai, titolo, evidentemente, considerato il più importante tra tutti. 

### Prima iscrizione
Nella cosiddetta prima iscrizione della TT81 di Ineni, nella parte relativa al regno di Amenhotep I, l'accento viene posto sulla supervisione dei laboratori di oggettistica; l'iscrizione fa poi riferimento al regno di Thutmosi I sottolineando come il sovrano lo abbia nominato personalmente supervisore dei granai e dei campi coltivabili di Amon e lo abbia ulteriormente gratificato assegnandogli l'incarico di supervisionare le offerte del dio. Sotto il profilo architettonico e artistico, a lui viene assegnato, inoltre, l'incarico di costruire una sala ipostila "splendida, con colonne papiriformi" . Questa doveva essere affiancata da piloni in bianca pietra di Anu dinanzi ai quali dovevano essere eretti pennoni per stendardi in legno di cedro rifiniti da punte in elettro; l'incarico prevedeva, ancora, la realizzazione di un portale in bronzo asiatico, denominato "Lo splendore di Amon è poderoso", recante la figura del Dio cesellata in oro. Era ancora prevista l'erezione di due obelischi in granito nonché la costruzione di una nave adatta al loro trasporto, lunga 120 cubiti e larga 40. Nel testo Ineni riferisce di aver provveduto e che il trasporto, fino a Karnak, si è risolto in modo positivo. L'elenco delle opere svolte durante il regno di Thutmosi I prosegue con lo scavo di un lago sacro circondato da alberi da frutto e, infine, i lavori di progettazione e realizzazione della tomba del re, da svolgersi nel massimo riserbo. Ineni, orgogliosamente, tende a sottolineare come abbia realizzato due progetti senza alcun aiuto da lavori precedenti e anzi si mostra così orgoglioso da ritenere che il suo lavoro sarà utile a chi verrà dopo di lui. Per l'eccellenza del lavoro, Thutmosi I lo premiò con servitori e, anche dopo la sua morte, con grano proveniente, giornalmente, dai granai reali. Il testo prosegue con il regno di Thutmosi II che prescelse Ineni come suo consigliere gratificandolo ancor più di quanto non avessero fatto i suoi predecessori e, giunto in età venerabile, venne premiato giornalmente con i favori del re che provvide a rifornire la sua tavola di pani, birra, carne, vegetali, frutta, miele, dolci, vino e olio di moringa. La prima iscrizione si conclude con un breve riferimento al regno di Thutmosi III ed Hatshepsut. Ogni riferimento al regnante è sempre dedicato al terzo Thutmosi che "Ha regnato sul trono di colui che lo ha generato" riservando ad Hatshepsut solo la frase, già più sopra indicata "Sua sorella, la moglie reale Hatshepsut, ha agito come reggente. Le Due Terre erano sotto il suo governo". Anche in questo caso vengono sottolineati premi ricevuti dal re: argento, oro e "cose belle della Casa reale che non ho potuto dire volevo altro".

### Seconda iscrizione
Alquanto danneggiata, non sottostà alla ripartizione per regni sopra vista per la prima iscrizione. Si fa riferimento al benvolere di un sovrano, ma non è chiaro di chi si tratti anche se il riferimento ai "lavori e alla supervisione della sua tomba rupestre" farebbe propendere per Thutmosi II. Il testo prosegue sottolineando i meriti dello stesso Ineni che non ha mai rubato, né violato le regole, che ha sempre rispettato gli Dei e che auspica di poter essere sepolto nella sua tomba; segue una poetica descrizione dell'ascesa dell'anima, che possa attraversare il lago e prendere refrigerio sotto gli alberi. 

### Terza iscrizione
Si tratta di una breve iscrizione autodedicatoria in cui è lo stesso Ineni a parlare autodefinendosi nobile, di cuore puro, che disprezza la violenza. Segue la certezza di essere ricordato, dopo la sua morte, per le qualità e le opere lasciate in terra e l'auspicio che la sua anima sarà glorificata tra quelle di coloro che realizzarono cose benefiche. L'iscrizione si conclude con la "firma" di supervisore dei granai di Amon.

### Quarta iscrizione
Anche la quarta iscrizione è di tipo descrittivo con elencazione dei principali incarichi e titoli ricoperti da Ineni che si autodefinisce principe. Non è tuttavia dato di sapere se tale titolo sia di tipo onorifico o se derivi da effettivo legame di parentela con la famiglia reale: Ineni, infatti, esordisce indicandosi come "giustificato" e supervisore dei granai di Amon, vantando il possesso di saggezza e di eccellente giudizio nel cuore del re. Il testo, sempre con il titolo di supervisore dei granai, prosegue con la manifestazione del rispetto dovuto al re, professando la sua innocenza da colpa alcuna verso gli uomini o gli dei. L'elencazione dei titoli prosegue con quelli di amministratore di tutti i lavoratori di Karnak e di titolare di tutti i contratti della casa di Amon per concludersi con le qualifiche di amministratore e supervisore dei lavori per la realizzazione della tomba rupestre del re.

### Quinta iscrizione
La quinta, e ultima, iscrizione sottolinea invece responsabilità derivanti dalla gestione di tributi e donativi. Con riferimento al regno di Thutmosi I (indicato con il solo prenome Aajeperkara, o Aakheperkara) si sottolinea la responsabilità nella supervisione di prigionieri nubiani assegnati come offerte del re al tempio di Amon; interessante notare che, anche in questo caso, il titolo prevalente con cui Ineni si firma è sempre quello di supervisore dei granai di Amon. Ulteriore incarico ricoperto è quello di gestore e supervisore dell'argento, dell'oro, dei lapislazzuli, dei turchesi e di tutte le pietre preziose, nonché della pesatura e ripartizione mensile dell'incenso da distribuire alle varie divinità. Segue una tabella in cui vengono riportate le quantità di incenso, in deben da assegnare alle varie divinità. Il testo prosegue con le responsabilità derivanti dall'essere il supervisore delle stalle del dio , dei buoi, dei tori, delle vacche da latte, nonché dei tributi di grano da consegnare ai granai di Amon.

### Annotazioni
1. ↑  Nella biografia di Ineni, trattando del regno di Thutmosi II, compare la frase: "Sua sorella, la sposa del Dio Hatshepsut, dirigeva gli affari del Paese secondo la propria volontà. Le Due Terre erano sotto il suo governo"
2. ↑  Normalmente il personaggio più importante, o di rango maggiore, viene rappresentato di altezza maggiore degli altri presenti.
3. ↑  Il nome Tamethu coincide con quello della moglie del visir Amethu data anche la prossimità del periodo storico. Questo posizionerebbe Ineni e la sua famiglia nella ristretta cerchia delle famiglie di alto rango più vicine al re.
4. ↑  il termine viene adoperato in vari contesti ad indicare qualcosa che viene per primo: nelle imbarcazioni la prua, nell’esercito l’avanguardia, con riferimento a persona indica uno stato di preminenza. Nel caso specifico è assimilabile a un titolo onorifico che indica uno status sociale assegnato dal re a personaggio che ha offerto la propria opera con ottimi risultati.
5. ↑  Il dizionario Faulkner lo traduce come carica non identificabile e lo assimila al termine “junior”; Alan Gardiner lo indica come termine indicante lo stato di agiatezza economica di chi lo porta.
6. ↑  Considerando che la grande sala ipostila del tempio di Karnak si deve a Sethy I e a Ramses II, deve ritenersi che quella progettata da Ineni fosse una sala di dimensioni più ridotte di cui oggi non resta traccia apprezzabile.
7. ↑  Era usuale, presso gli antichi egizi, assegnare a opere architettoniche nomi specifici; a titolo esemplificativo si considerino il Tempio funerario di Hatshepsut a Deir el-Bahari, ovvero il Djeser-Djeseru, il "Sublime dei sublimi", o le piramidi che godevano addirittura di personalità giuridica; avremo,così, "Kufu (Cheope) appartiene all'orizzonte", "Kafra (Chefren) è grande" o "Pepi è stabile nella perfezione".
8. ↑  Secondo alcuni studiosi, l'egittologa statunitense Elizabeth Thomas tra gli altri, la prima tomba della Valle dei Re sarebbe in realtà da identificare nella KV41 della regina Tetisherit, sposa del re Senekhtenra Ahmose della XVII dinastia. In questo caso, tuttavia, si tratta di poco più che un pozzo verticale di 1,80 m circa di lato per una profondità di quasi 12 m, mentre la KV38 di Thutmosi I presenta una struttura ben più complessa per quanto ridotta.
9. ↑  Durante la cerimonia della psicostasia Thot, dio della saggezza, prende nota dell'esito della pesatura del cuore rispetto alla Maat, simboleggiata da una piuma: se il cuore, come depositario di tutte le azioni, buone o malvagie, compiute durante la vita, bilancerà la piuma, allora il defunto sarà dichiarato maat-kheru ovvero "giusto", o "giustificato", ed ammesso al regno dei morti.
10. ↑  Il "deben" era un'unità di peso. Nell'Antico e Medio Regno, corrispondeva a 13,6 g; nel Nuovo Regno, 1 deben = 91 g suddivisibile in 10 "kidet". La tabella riportata nella quinta iscrizione della TT81 riporta, su nove colonne: tempio di Amon 440; tempio di Nut 8,5; analoga quantità per i templi di Khonsu, Ptah, Hathor e per il tempio di Luxor; due divinità sono scarsamente leggibili, con quantitativi di 1[...] e, infine, Horheramòn 19.

### Fonti
1. ↑  Navarro 2006, pp. 71-73.
2. ↑  Navarro 2006, pp. 73-82.
3. 1 2  Navarro 2006, pp. 82-84.
4. ↑  Noblecourt 2003, p. 47.
5. ↑  Navarro 2006, pp. 13 e sgg.
6. ↑  Navarro 2006, pp. 53-54.
7. ↑  Navarro 2006, p. 54.
8. ↑  Porter e Moss 1927,  p. 159.
9. 1 2  Whale 1989.
10. ↑  Dziobek 1992.
11. ↑  Navarro 2006, pp. 57-62.
12. ↑  Navarro 2006, p. 60.
13. ↑  Gardiner 1927.
14. ↑  Faulkner 1962.
15. ↑  Navarro 2006, pp. 63-66.
16. ↑  Navarro 2006, p. 63.
17. ↑  Navarro 2006, p. 64.
18. ↑  Navarro 2006, p. 66.
19. ↑  Bresciani 2002, p. 265.
20. ↑  Grimal 2002, p. 343.
21. ↑  Navarro 2006, pp. 73-87.
22. ↑  Navarro 2006, pp. 73-74.
23. ↑  Navarro 2006, pp. 74-81.
24. ↑  Navarro 2006, p. 76.
25. ↑  Navarro 2006, p. 77.
26. ↑  Navarro 2006, pp. 78-81.
27. ↑  Navarro 2006, pp. 81-82.
28. ↑  Navarro 2006, p. 83.
29. ↑  Navarro 2006, pp. 87-92.
30. ↑  Navarro 2006, p. 93.
31. ↑  Navarro 2006, pp. 95-97.
32. ↑  Navarro 2006, pp. 99-103.